# Končanica
Končanica (tchèque : Končenice) est un village et une municipalité située dans le comitat de Bjelovar-Bilogora, en Croatie. Au recensement de 2001, la municipalité comptait 2 824 habitants, dont 46,67 % de Tchèques, 40,55 % de Croates et 7,58 % de Serbes et le village seul comptait 986 habitants.

## Localités
La municipalité de Končanica compte 9 localités :
- Boriš
- Brestovačka Brda
- Daruvarski Brestovac
- Dioš
- Imsovac
- Končanica
- Otkopi
- Stražanac
- Šuplja Lipa